# Кохання трапляється
«Кохання трапляється» (англ. Love Happens) — американський фільм, романтична драма із Аароном Екхартом та Дженніфер Еністон, прем'єра якої відбулася восени 2009 року.

## Сюжет
Головний герой Берк Раян — автор книги-бестселлера про те, як пережити втрату близької людини. Він досягнув успіху завдяки своїй книзі. Три роки тому Берк втратив дружину під час автокатастрофи. І попри те, що він допомагає іншим людям подолати горе, сам письменник не зміг впоратися з втратою дружини.
Під час проведення семінарів у Сієтлі в готелі Берк зустрів дівчину Елойз, яка й стала новим коханням головного героя фільму.

## Акторський склад
- Берк Раян — Аарон Екхарт
- Елойз (флорист) — Дженніфер Еністон
- Мати Елойзи — Френсіс Конрой
- Марті (подруга Ельйзи) — Джуді Грір
- Лейн (менеджер та друг Берка) — Ден Фоґлер

## Факти
- Події фільму відбуваються в Сієтлі, штат Вашингтон, США. Фільм знімався в Сієтлі та Ванкувері, Канада.

## Критика
Загалом фільм отримав негативні оцінки від критиків. На сайті Rotten Tomatoes фільм отримав 18%
. На сайті Metacritic фільм назбирав 33% 25 голосами.